# Aloe striata
El aloe coral (Aloe striata) es una especie de planta suculenta de la familia de los aloes. Es endémico de Sudáfrica. 

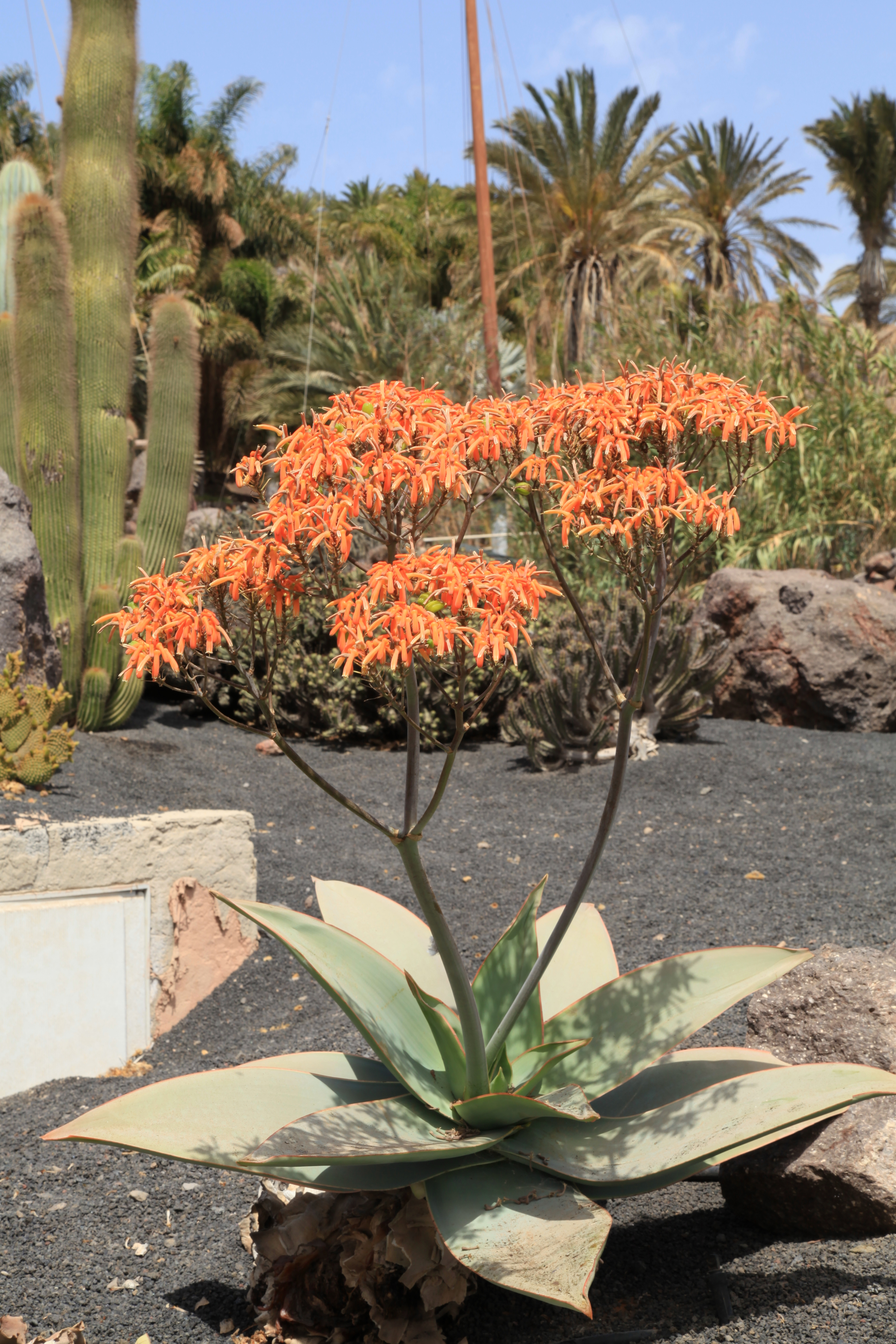
Vista de la planta en flor

## Descripción
Es una planta suculenta sin tallo. Las hojas son alargadas, carnosas, recurvadas de color verde azulado con los márgenes sin dientes de un atractivo color rosado. Las inflorescencias se encuentran en racimos con flores de color rojo coral.

Forma parte de la serie Paniculatae que está  muy estrechamente relacionada con las especies Aloe reynoldsii y Aloe karasbergensis.
Un híbrido entre A. striata y Aloe maculata es muy popular en el comercio de jardinería y se utiliza para jardinería  en todo el mundo.

## Taxonomía
Aloe striata fue descrita por Adrian Hardy Haworth y publicado en Trans. Linn. Soc. London 7: 18 1804.
Etimología
Ver: Aloe
striata: epíteto latino que significa "con estrías".
Sinonimia
- Aloe albocincta Haw.
- Aloe hanburiana Naudin
- Aloe paniculata Jacq.
- Aloe rhodocincta Baker
- Aloe striata var. rhodocincta (Baker) Trel.[6]

1. ↑  «Aloe striata». Royal Botanic Gardens, Kew: World Checklist of Selected Plant Families. Consultado el 3 de octubre de 2011.
2. ↑  «Aloe striata». Conservatorio y Jardín Botánico de Ginebra: Flora africana. Consultado el 3 de octubre de 2011.
3. ↑  Reynolds, G.W. 1950. The aloes of Southern Africa. Balkema, Cape Town.
4. ↑  «Aloe striata». Tropicos.org. Missouri Botanical Garden. Consultado el 6 de septiembre de 2014.
5. ↑  En Epítetos Botánicos
6. ↑  Aloe striata en PlantList